# Sofía Kóngouli
Sofía Kóngouli, (en grec moderne : Σοφία Κόγκουλη), née le 26 juillet 1991 à Larissa en Grèce, est une footballeuse internationale grecque qui joue en tant qu'attaquante.